# 聖保羅/孔戈尼亞斯機場
孔戈尼亚斯/圣保罗机场（葡萄牙語：Aeroporto de Congonhas/São Paulo）又稱為聖保羅國際機場，是巴西最大城市聖保羅的三大機場之一，距離聖保羅市中心只有8公里。圣保罗/瓜鲁柳斯安德烈·弗朗哥·蒙托罗州长国际机场建成投产后，该机场主要负责巴西的国内航线。

## 普通資料
- 乘客量: 17,147,628人次 (2005年)

## 事故
- 巴西天馬航空3054號班機，於2007年7月17日降落時衝出跑道飛過公路，撞上天馬航空的建築物及加油站，起火燃燒導致199人死亡，為巴西最嚴重的空難。
- 巴西天马航空402号班机,於1996年10月31日起飞时反推突然打开，随后坠毁在该机场附近的建筑物，造成99人死亡

## 外部連結
- 官方網頁
- 世界航空数据库中的SBSP机场数据，数据截止日期：2006年10月。